# Roberto Burle Marx
Pour les articles homonymes, voir Marx.
Roberto Burle Marx, né le 4 août 1909 à São Paulo et mort le 4 juin 1994 à Rio de Janeiro, est un architecte paysagiste brésilien (ainsi qu'un peintre, créateur de bijoux, écologiste, naturaliste, artiste et musicien), mondialement renommé pour les dessins de ses parcs et jardins. Il a introduit l'architecture du paysage moderniste au Brésil.

## Biographie
Le père de Roberto Burle Marx était un émigrant juif allemand venu de Trèves, tandis que sa mère a grandi dans une famille de la bourgeoisie brésilienne. Ses premières inspirations paysagères viennent en 1928-1929 alors qu'il étudie la peinture en Allemagne, où il visite régulièrement le Jardin botanique de Berlin à Dahlem et découvre la flore endémique du Brésil. À son retour au Brésil en 1930, il commence à ramasser des plantes autour de sa maison.
Il entre à l’École Nationale des Beaux Arts de Rio en 1930 où il se concentre sur les arts visuels sous l'influence de Leo Putz et Candido Portinari. Pendant ses études, il s'associe avec plusieurs des futurs leaders brésiliens de l'architecture et de la botanique qui ont continué à influencer sa vie personnelle et professionnelle. L'un d'eux était son Pr Lucio Costa, modernisme brésilien, architecte et urbaniste qui a vécu dans la même rue que Burle.
En 1932, Burle Marx conçoit son premier paysage pour une résidence privée dessinée par les architectes Lucio Costa et Gregori Warchavchik. Ce projet, la maison Schwartz, est le début d'une collaboration avec Costa, à laquelle se joint plus tard Oscar Niemeyer, concepteur du pavillon du Brésil à l'Exposition Internationale de New York en 1939. Niemeyer a également conçu le complexe Pampulha en 1942 pour lequel Marx a dessiné les jardins.
Burle Marx participe régulièrement à des expéditions dans la forêt tropicale brésilienne avec des botanistes, des paysagistes, des architectes et des chercheurs pour récolter des spécimens de plantes. Une trentaine de plantes découvertes lors de ces expéditions et cultivées par lui incluent son nom latinisé burle marxii dans leur appellation botanique. Il étudie les plantes in situ auprès du botaniste Henrique Lahmeyer de Barreto Mello et créé sa collection de plantes de jardin, des pépinières et tropicales à Guaratiba. Cette propriété de 365 000 m2 acquise en 1949 avec son frère Guilherme Siegfried Burle Marx, a été léguée à l’État en 1985 et est devenue un monument national. Désormais nommée Sitio Roberto Burle Marx, sous la direction de l'IPHAN-Instituto do Patrimônio Histórico e Artistico Nacional (ministère de la Culture), il abrite plus de 3 500 espèces de plantes. La maison a été reconstruite dans une vallée, sur le site d'une maison de jardin appartenant à la succession de plantation d'origine. Elle abrite également la collection d’objets du Nordeste assemblée par Burle Marx tout au long de sa vie.
Le site a été inscrit au patrimoine mondial de l'UNESCO en 2021.
Il ouvre un bureau à Caracas (Venezuela) en 1956 et commence à travailler avec les architectes José Tabacow et Haruyoshi Ono en 1968. Marx a travaillé dans des commissions  partout au Brésil, en Argentine, au Chili et dans de nombreux autres pays sud-américains, ainsi qu'en France, en Afrique du Sud, à Washington DC et Los Angeles. Plus particulièrement, ses œuvres sont présentes dans toute la ville de Rio de Janeiro, offrant ainsi un véritable musée à ciel ouvert de son travail au style inimitable.
De 1967 à 1974, Burle Marx a été membre du Conseil Fédéral de la Culture (Conselho Federal de Cultura) du régime militaire dictatorial au pouvoir au Brésil de 1964 à 1985.
Ce Conseil opérait sour l'autorité de Ministère de l'éducation et de la culture du Brésil et donnait une caution au régime militaire en recrutant des intellectuels comme Gilberto Freyre, Ariano Suassuna, João Guimarães Rosa, Rodrigo Mello Franco de Andrade, Afonso Arinos de Melo Franco et Rachel de Queiroz.
Les années pendant lesquelles Burle Marx a coopéré avec le régime sont celles dites des années de plomb (anos de chumbo), la période la plus répressive du régime.
Durant ses 7 ans d'activité au Conseil Fédéral de la Culture, Burle Marx a prononcé 18 discours sur l'environnement, le changement climatique et l'extinction des espèces. Il s'est prononcé sur des questions comme la dévastation environnementale, l'exploitation forestière, la déforestation, le développement urbain et les parcs nationaux.
Catherine Seavitt Nordenson a publié en 2018 une édition critique en anglais de ces discours. 
Burle Marx s'est impliqué dans la protection de la forêt tropicale contre les activités commerciales destructrices et la déforestation. Dès 1975 il déclarait : « Le processus de destruction systématique de la forêt primaire est un crime contre le pays. Nos enfants vivront dans des déserts si des mesures pour protéger l'environnement de la destruction ne sont pas mises en place immédiatement. ».

## Œuvre

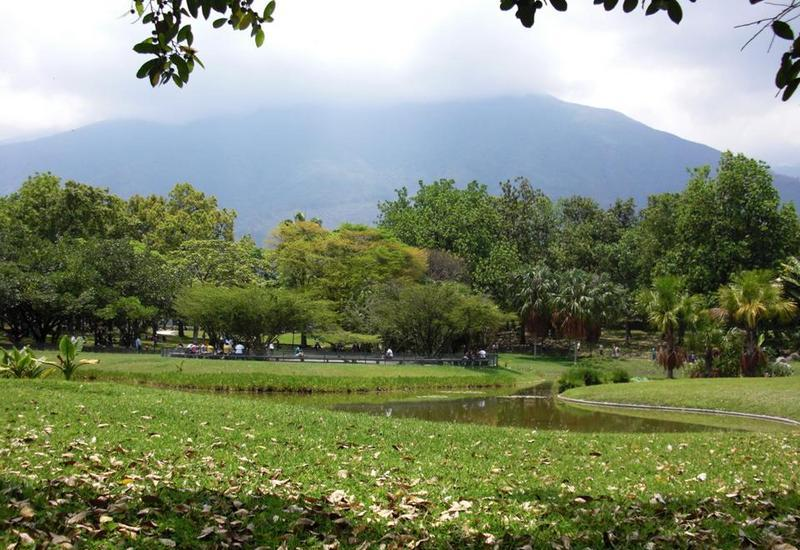
Parque del este à Caracas.

Selon Vaccarino, l'œuvre de Marx peut se résumer en quatre concepts : « l'utilisation de la végétation tropicale endémique comme un élément structurel de la conception générale, la rupture des motifs symétriques dans la conception des espaces ouverts, le traitement coloré des chaussées, et l'utilisation de formes libres en s'inspirant des caractéristiques de l'eau ». Cette approche est illustrée par la promenade de la plage de Copacabana, où des arbres résistants à la brise marine et des palmiers forment des bosquets le long de l'Avenida Atlantica. Ils ponctuent les mosaïques en pierre portugaise qui forment une toile abstraite géante, dont aucune section le long de la promenade n'est la même. Cette « peinture » vue depuis les balcons des hôtels, offre pour ceux qui roulent le long de la plage un point de vue en constante évolution . Les mosaïques couvrent l'ensemble des quatre kilomètres de la promenade de la plage.
- 1930 à 1934 - Escola Nacional de Belas Artes, Rio de Janeiro
- 1932 - projet d'aménagement paysager pour la maison familiale Schwartz à Rio de Janeiro
- 1937 - Premier Parque Ecológico do Recife
- 1953 - Projet des jardins de la Cité Universitaire dans Université du Brésil, Rio de Janeiro
- 1953 - Projet du Jardin d'Aéroport Pampulha en Belo Horizonte
- 1954 - Effectue l'aménagement paysager pour le Parc Ibirapuera, à São Paulo
- 1955 - Projet paysager du Musée d'Art Moderne du Rio de Janeiro - MAM / RJ
- 1961 - Projet l'aménagement paysager pour le Axe Monumental de Brasilia
- 1961 - Aménagement paysager dans Aterro do Flamengo, à Rio de Janeiro ; Parque del Este, Caracas (Venezuela)
- 1968 - Projet l'aménagement paysager de l'Ambassade du Brésil à Washington, DC (États-Unis)
- 1970 - Projet paysager du Palais de Karnak, siège officiel du gouvernement du Piauí.
- 1990 - Projet paysager du Ipanema Park en Ipatinga / MG

## Récompenses
Roberto Burle Marx a reçu les prix, diplômes et distinctions suivants, dont le prix d'architecture de paysage à la deuxième Exposition internationale d'architecture (1953), le titre de Chevalier de l'Ordre de la Couronne de Belgique (1959), le Diplôme d'Honneur à Paris (1959), la Médaille de Santos Dumont du gouvernement brésilien (1963), la Médaille des Beaux-Arts de l'Institut américain des architectes, à Washington (1965), le titre de docteur honoris causa de l'Académie royale des Beaux-Arts de La Haye (Pays-Bas) et du Royal College of Art de Londres. Le Missouri Botanical Garden lui a décerné le Prix du Kentucky.

## Postérité
En 2012, Nicole Krauss publie une nouvelle, An arrangement of light, inspirée par le travail de paysagiste de Burle Marx pendant la dictature militaire au Brésil et sa vie à Sítio. Cette nouvelle a été publiée en français en 2021 dans le recueil « Être un homme » sous le titre « Un jardin » .
En 2019, avec l'exposition The Living Art of Roberto Burle Marx, le jardin botanique de New-York a rendu hommage à l'architecte paysagiste à travers la création de jardins par un de ses élèves, Raymond Jungles. L'exposition présentait aussi des oeuvres d'art, peintures, dessins et textiles de Burle Marx.